# Hemitriccus cinnamomeipectus
Hemitriccus cinnamomeipectus là một loài chim trong họ Tyrannidae.